# خايرو أربوليدا
خايرو أربوليدا (بالإسبانية: Jairo Arboleda)‏ هو لاعب كرة قدم كولومبي في مركز الوسط، ولد في 20 سبتمبر 1947 في كولومبيا. شارك مع منتخب كولومبيا لكرة القدم. أما مع النوادي، فقد لعب مع أونس كالداس وديبورتيس كوينديو وديبورتيفو بيريرا وديبورتيفو كالي ونادي بورتوغيزا.

## وصلات خارجية
- خايرو أربوليدا على موقع ناشيونال فوتبول تيمز (الإنجليزية)